# مایکل ایهیکوه
مایکل ایهیکوه (انگلیسی: Michael Ihiekwe؛ زادهٔ ۲۰ نوامبر ۱۹۹۲) بازیکن فوتبال اهل بریتانیا است.
از باشگاه‌هایی که در آن بازی کرده‌است می‌توان به باشگاه فوتبال ولورهمپتون واندررز، باشگاه فوتبال چلتنهام تاون، و باشگاه فوتبال ترانمره راورز اشاره کرد.
وی همچنین در تیم ملی فوتبال England C بازی کرده‌است.